# Emirat de Potiskum
L'emirat de Potiskum o de Pataskumés un estat tradicional dins Nigèria, amb seu a Potiskum, a l'estat de Yobe. L'Emir porta el títol de "Mai".
L'estat fou format el 1809 per un cap dels ngizim (emparentats als bades) anomenat Mai Bauya o Buyan.
Durant el període colonial britànic formà part del protectorat de Nigèria del Nord des de 1901; el 1909 el districte occidental fou agregat a l'emirat de Fika, al que finalment també es va agregar la part oriental el maig de 1913, passant a ser els emirs tributaris de Fika. L'emirat de Fika va establir la seva seu a la ciutat de Potiskum el 1924.
L'emirat va ser recreat pel governador de l'estat de Yobe, Bukar Ibrahim, el 5 d'agost de 1993, quan va dividir els quatre emirats de l'estat fins a convertir-los en 13. Aquest canvi va ser revertit l'11 de juny de 1995 pel règim militar de Sani Abacha que havia agafat el poder uns mesos abans. En el seu segon terme després del retorn a democràcia, el 6 de gener de 2000, Bukar Ibrahim va re implementar els emirats nous que eren Gazargamo, Gujba, Nguru, Tikau, Pataskum, Yusufari, Gudi, Fune i Jajere.
L'Emir de Fika, Muhammadu Abali, va protestar pel trencament del seu emirat i va portar el govern al tribunal, però finalment va acceptar el canvi.
El cas ha estat suspès al tribunal. Pataskum té un emir però és encara sense un territori delimitat excepte una reclamació no acreditada sobre la ciutat de Potiskum.
El juliol de 2002 un comboi que portava als dirigents polítics va ser atacat per una banda de matons prop el palau de l'emir de Potiskum Umaru Ibn Wurima. El president del senat Anyim Pius Anyim i el governador de Yobe Bukar Ibrahim van sobreviure a l'atac. El maig de 2007 l'emir, Alhaji Umaru Bubaram Ibn Wuriwa Bauya, va donar les gràcies a les persones per contribuir amb 32 milions nigerians dels 51 milions utilitzat per construir el seu nou palau.
El palau ultra-modern va ser encarregat pel governador sortint Bukar Ibrahim.
El palau fou l'escenari d'una reunió el gener 2009 dels dirigents polítics que inclouien el president de Senat David Mark, els ex presidents del Senat Anyim Pius Anyim i Adolphus Wabara i molts més, rendint tribut al governador de l'estat, senador Mamman Bello Ali qui acabava de morir.
El juny de 2010 l'emir de Potiskum va donar el títol de "Turakin Potiskum" a l'antic comissionat de finances de l'estat, Alhaji Mohamed Hassan, en reconeixement de les seves contribucions al desenvolupament de l'estat. El juliol de 2010 va donar suport una proposta de l'Emir de Fika, Muhammadu Abali Ibn Muhammadu Idrissa, per convertir la vella presó de Potiskum en un museu.

## Emirs (1809-1858 titulatskachalla, desprésmai)
- 1809 - 1817 Bauya I
- 1817 - 1820 Awany (Awani)
- 1820 - 1825 Kuduskunai
- 1825 - 1830 Dungari (Dangari)
- 1830 - 1832 Dawi (Dowi)
- 1832 - 1833 Darama (Kunancibai)
- 1833 - 1834 Mele
- 1834 - 1835 Malam Bundi I
- 1835 - 1856 Mizgai
- 1856 - 1858 Jaji I
- 1858 - 1866 Nego (Nejo)
- 1866 - 1893 Namiyanmda (Numainda)
- 1893 - 1902 Gabau (Gubbo)
- 1902 - 1909 Bundi II
- 1909 - 13 May 1913 Agudum
- 1913 - 1919 Jaji II (primera vegada)
- 1919 - 1924 Vungm
- 1924 - 1927 Gankiyau
- 1927 - 1933 Bundi III
- 1933 (3 mesos) Jaji II (segona vegada)
- 1933 - 1957 Bauya II
- 1957 - 1984 Hassan
- 1984 - 1993 Shuaibu
- 1993 (53 dies) Muhammad Atiyaye
- 1993 - 1995 Umar Bubaram ibn Wuriwa Bawuya (primera vegada)
- 1995 - 2000 Interregne
- 2000 - Umar Bubaram ibn Wuriwa Bawuya (restaurat)